# 조형규
조형규(1949년~)는 대한민국의 산악인이다.

## 주요 경력
- 2004년: 로체 원정대 총대장
- 1999년: 가서브룸 2봉 등정
- 1996~1997년: 대한산악연맹 등반기술위원장
- 1995년: 에베레스트 남서벽 로체 원정대 대장
- 1992년:낭가파르팟 원정대 대장

## 수상
- 2012년: 대한산악연맹을 빛낸 50인
- 2005년: 대한민국 산악대상
- 2001년: 체육훈장 기린장
- 1990년: 체육포장

## 참고 자료
“56세의 목숨 건 로체봉 등정 등반가 조형규”. 지식백과. 2009년 4월 29일.